# Lajedo
Lajedo là một đô thị thuộc bang Pernambuco, Brasil. Đô thị này có diện tích 208,94 km², dân số năm 2007 là 33443 người, mật độ 160,06 người/km².